# Nehvoroșci, Korsun-Șevcenkivskîi
Nehvoroșci (în ucraineană Нехворощ) este un sat în comuna Pișkî din raionul Korsun-Șevcenkivskîi, regiunea Cerkasî, Ucraina.

## Demografie
Componența lingvistică a localității Nehvoroșci
     Ucraineană (100%)
Conform recensământului din 2001, toată populația localității Nehvoroșci era vorbitoare de ucraineană (100%).